# Solar de las Calderas
El Solar de las Calderas, también llamado Solar de las Calderas de Pinillos o Divisa de los Martínez de Pinillos, fue una institución jurídico-nobiliaria conformada por los descendientes de Martín Sáenz de Tejada, cuarto hijo del general Sancho Fernández de Tejada, conformado como señorío diviseroy gozando de privilegios desde el reinado de Ramiro I de Asturias.

## Historia

### Orígenes

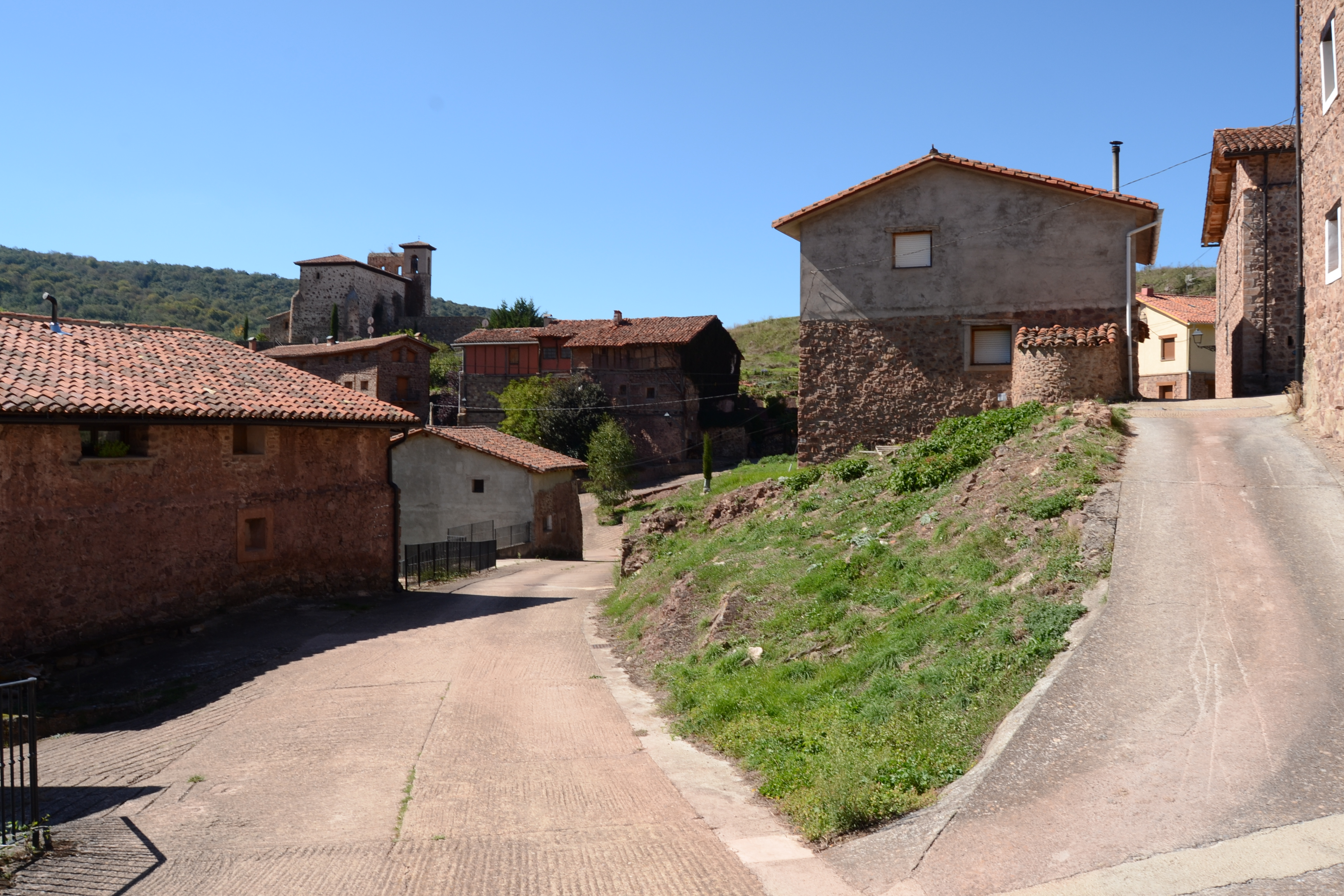
Parcela donde estuvo la Casa Solar de las Calderas, en Pinillos.

El Solar, hermano de los solares de Tejaday Valdeosera, tuvo igualmente sus orígenes en la legendaria Batalla de Clavijo, en el año 844, a la cual asistió como General, a las órdenes del gallego Osorio, un valeroso caudillo llamado Sancho Fernández de Tejada, Señor de los Cameros y Castellano en el Valle del Vielzo, acompañado de sus trece hijos: Jimeno, Ramiro, García, Martín, Fernando, Andrés, Gome, Mateo, Gonzalo, Rodrigo, Lope, Pedro y Sancho; y de doce caballeros gallegos.
Una vez ganada la batalla y asentado en el solar que luego se llamaría de Tejada, Martín, el cuarto hijo del General Don Sancho, hizo su casa en la villa de Pinillos, que fue, y es casa solariega de hidalguía de sangre. Se denominó "de las Calderas", por el adorno que tenía sobre su entrada, indicando que su dueño era Ricohombre de pendón y caldera. Martín Sáenz de Tejada engendró a Martín, Gonzalo, Rodrigo, Diego y Sancho, quedando cinco apellidos originarios de este solar: Martínez, González, Ruiz, Díez y Sáenz de Pinillos, uniendo así el apellido patronímico al topónimo.

### Evolución
Este Solar, desde sus primeros siglos de andadura, contó con los mismos derechos y privilegios que sus solares hermanos, guardando registro de los hidalgos diviseros por vía agnaticia . Algunos siguieron en Pinillos, pero otros se asentaron en Torrecilla en Cameros, cabeza de comarca, que con el fenómeno migratorio presente en dicha zona en el siglo XIX, provocó la presencia de numerosos solariegos en el resto de la península y en Hispanoamérica. Se reunían cada 11 de noviembre, día de San Martín (aunque alguna vez hubo que celebrarla en otra fecha por causa de fuerza mayor), para celebrar la Junta anual y proceder a la elección de los oficios, asiento de solariegos, presentación de las cuentas y adopción de acuerdos. 
Durante lo siglos XVII y XVIII se sucede el período de mayor esplendor: En el acta de 1726 se menciona la fundación de un castillo situado en un lugar llamado “Solanillo”, que ocupaba una superficie equivalente a un celemín de sembradura de trigo. También se menciona una labra heráldica que posee la casa solar sobre sus puertas principales, orientado al Solano, y que presumilemente sea el escudo que se encuentra actualmente en Torrecilla en Cameros.
En 1773, se acuerda la reestructuración de ciertos cargos de oficios, estableciendo que dichos cargos o quienes los sustituyan en caso de ausencia sólo podrán ejercerlo "hijosdalgo de este Solar". En 1792, se nombra Fiscal a un hijodalgo residente en Trujillo (Perú) y en 1828 se asientan nuevos hijosdalgo Martínez de Pinillos residentes en Torrecilla en Cameros, Trujillo (Perú) y Cuba.
Como consecuencia de la desamortización de Madoz (1855) se adquirieron nuevas tierras, acordando en las juntas de 1866 y 1868 la compra de fincas rústicas Nuestra Señora de Castejón (perteneciente a la canonjías de Calahorra); la de Nuestra Señora del Valle, en Almarza, la capellanía de Doña María Jalón y otros terrenos, aunque al poco tiempo fue decayendo su actividad, alternando breves periodos sin Junta anual, hasta que, una vez entrado el siglo XX, sólo hubo seis Juntas hasta que el año 1934 se celebró la última Junta con cargos debidamente electos.

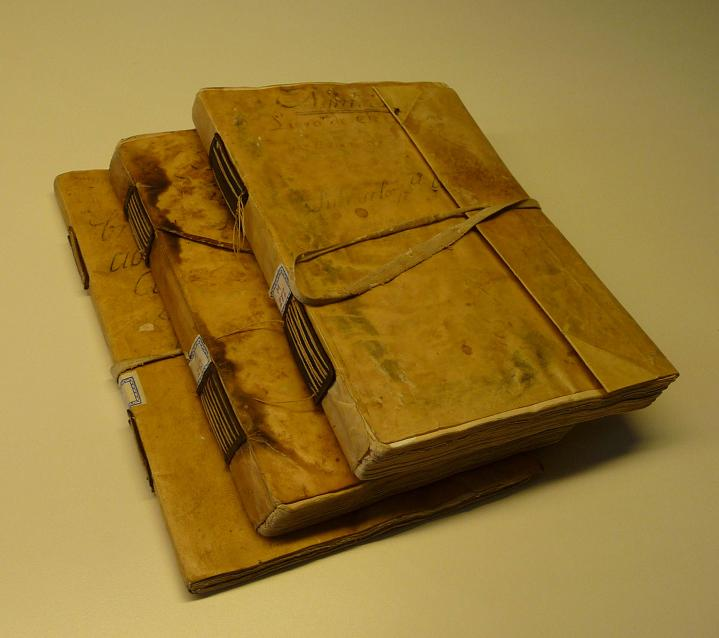
Libros becerro del Solar de las Calderas.

El 18 de octubre de 1975, Anastasio Martínez de Pinillos y Martínez de Segura y Antonio Martínez de Pinillos y Astola, siendo Antonio el último miembro depositario de las Actas, en presencia del Cronista Oficial de Logroño, la Diputación y el Instituto de Estudios Riojanos, formalizaron la entrega al Instituto de toda la documentación del Solar, extendiendo un Acta que se incluye en la página 59 del cuarto libro, expresando lo siguiente: 

[...] Los comparecientes representantes del “Solar de Las Calderas” constituyen este depósito de valiosa e interesante documentación para garantizar su futura salvaguarda, ya que el edificio principal, asiento del Solar, actualmente se encuentra en ruinas y desde el referido año 1964 tampoco se reúnen normalmente los descendientes vivos del mismo.

Es por ello que sus miembros más celosos han adoptado el acuerdo de entregarlo al Instituto de Estudio Riojanos que garantizará su conservación y permitirá su estudio tanto por el Cronista Oficial de la Provincia, como por eruditos bajo el control de esta Entidad.
El deseo de los depositantes es que el mismo sea de carácter indefinido, en tanto que una Junta General de legítimos descendientes del Solar, cuya representatividad mereciere plena garantía al Instituto de Estudios Riojanos, acordase disposición o destino distinto.
También es voluntad de los constituyentes de este depósito, que esta documentación pueda ser consultada y utilizada según su naturaleza por quienes acrediten ser descendientes de este Solar, pero siempre bajo la supervisión directa de persona responsable de este Instituto y sin que puedan sacar de las dependencias libro ni documento alguno.

Los Hijosdalgo Martínez de Pinillos intervinientes en la formalización de este depósito, en nombre de todos los descendientes del Ilustre Solar de Las Calderas y del suyo propio, se congratulan de poder confiar esta interesantísima documentación a una Entidad de la garantía y solvencia del Instituto de Estudios Riojanos, pues les consta que no solo ha de conservar su depósito con toda fidelidad sino que permitirá incluso la restauración de una futura vida del Solar, espíritu que está en el ánimo de todos sus miembros, huérfanos de persona capacitada que permita su resurrección integral al modo que actualmente está ocurriendo con el hermano: Ilustre Solar de Tejada. [...]
Último acta del Solar de las Calderas (18 de octubre de 1975)

.
A principios del siglo XXI, el solar se extendía un total de 5,21 hectáreas, repartidas en cuatro parcelas. Actualmente, se sigue conmemorando la existencia del solar cada 11 de noviembre, realizándose en Logroño un encuentro anual entre los descendientes de los solariegos.

## Divisas

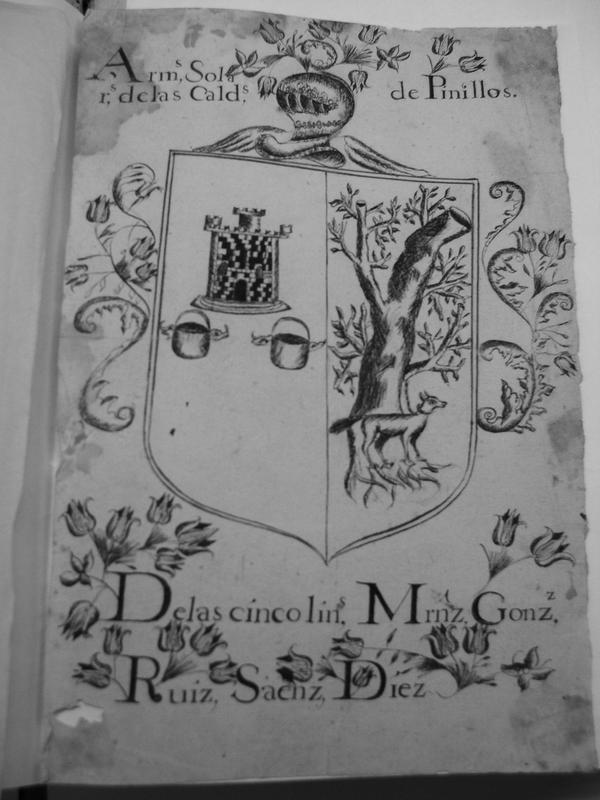
Escudo del solar de las Calderas dibujado con pluma en un libro becerro. Las cinco ramas del árbol simbolizan las cinco divisas.

Los diviseros se inscriben en cinco divisas, correspondientes a las divisas de los cinco hijos de Martín Sáenz de Tejada, hijo del capitán Sancho Fernández de Tejada.
1. Martínez de Pinillos
2. González
3. Ruiz
4. Sáenz
5. Díez

Los asentamientos de los nuevos diviseros se realizan cada 11 de noviembre, teniendo que probar por línea paterna su filiación con un ancestro anterior inscrito en los libros becerro del solar.

## Blasón
El solar de las Calderas (y el linaje Martínez de Pinillos) trae escudo partido: el primero, en campo de azur, un castillo de oro, almenado y mazonado de sable, acompañado de dos calderas de oro, gringoladas, puestas en faja; y el segundo, en campo de azur, un tejo de su color y, atado al tronco, un lobo alterado, de su color, todo ello timbrado por un yelmo de hidalgo, perfilado, de acero visera abierta, dejando ver tres rejillas de plata, forrado de gules, claveteadas de oro y penacho de azur con flores de oro y plata saliendo del mismo.

## Archivo

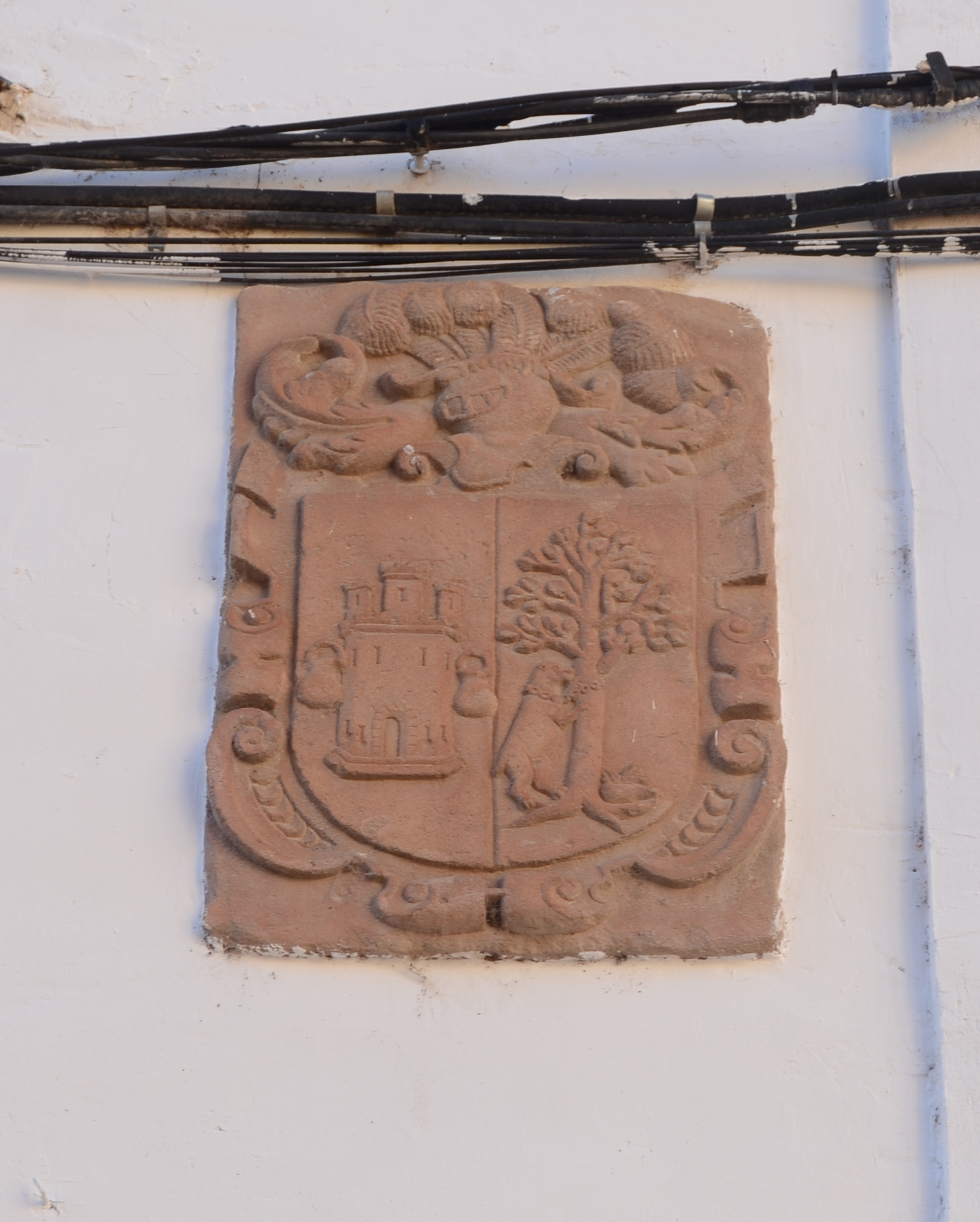
Labra heráldica del Solar de Las Calderas, presente actualmente en una casa particular en Torrecilla en Cameros.

El Solar de las Calderas cuenta con un archivo total de cinco Libros Becerro, que durante siglos han estado custodiadas en la casa solar por dos llaves y donde se guardaba registro de la actividad del solar desde 1583. Estos libros fueron depositados en el año 1975 en el Instituto de Estudios Riojanos, denominándose M-269, M-270, M-271, M-272 y M-273. En dichos libros se recogen las elecciones de oficios, los asientos de los nuevos hijosdalgo, las cuentas, apeos y los acuerdos que se estimen oportunos. Los libros no presentan un orden ni cronológico ni de contenido.

## Ubicación
El solar está ubicado en Pinillos, en la zona de Camero Nuevo, al margen derecho del río Iregua y en la comarca de Torrecilla. Está a 1.004 metros de altitud, 42º 11' 59" de latitud norte y 02° 35' 50" de longitud oeste.